# راجنات سینگ
راجنات سینگ (زاده ۱۰ ژوئیه ۱۹۵۱) سیاستمدار هندی است که به عنوان وزیر دفاع هند فعالیت می‌کند. وی رئیس سابق حزب بهاراتیا جاناتا است. سینگ پیش از این به عنوان وزیر ارشد اوتار پرادش و به عنوان وزیر کابینه در دولت وجپایی خدمت کرده‌است. او حامی ایدئولوژی حزب هندوتوا می‌باشد.